# 和賀寿和
和賀 寿和（わが としかず、男性、1980年2月22日 - ）は、日本のプロボクサー。神奈川県横浜市出身。第12代OPBF東洋太平洋ミニマム級王者。畑中ボクシングジム所属。
ボクシング雑誌では「やんちゃ王子」と呼ばれる。右肩から右上腕部にかけてのタトゥーが特徴。

## 来歴
- 2000年3月13日、花形ジムからデビュー。1RTKOで勝利。
- 2002年7月24日、東日本ライトフライ級新人王決定戦準決勝で平井龍太に4R判定負け。
- 2003年4月13日、ミニマム級で黒木健孝に1RKO勝ちで6勝2敗。
- 2004年3月4日、榎本信行に8R判定負けを喫し、7勝3敗。2004年10月にコパン星野敬太郎ボクシングジムに移籍[1]。
- 2005年3月13日、数度のタイトルマッチ経験者飯田大介と移籍初戦を行い、10R判定勝ち。2006年10月に畑中ボクシングジムに移籍[1]。
- 2006年12月9日、畑中ボクシングジム移籍初戦をロレンデル・カスティーリョと行い8R負傷判定で勝利し6連勝。
- 2007年3月18日、八重樫東が返上し空位のOPBF東洋太平洋ミニマム級王座決定戦をチャーンサックノーイ・サックルンルアンと争う。当初対戦相手は、同ランキング3位のソフヤン・エフェンディの予定であったが、直前の試合で敗北し怪我を負ったため対戦相手が変更された。この試合で2RTKOで勝利し待望のタイトルを奪取。2007年5月に網膜裂孔が判明し、手術を受けたため、7か月半のブランクを作った[1]。その後防衛2回に成功。
- 2008年11月16日、日本ミニマム級王者となった黒木健孝を名古屋国際会議場に迎えて防衛戦。12R判定0-3で敗れ陥落。
- 2009年2月8日、現役引退を発表して引退（会見は会長が代行した）[2]。